# Elverum Station
Elverum Station (Elverum stasjon) er en jernbanestation på Rørosbanen og Solørbanen, der ligger i byområdet Elverum i Norge. Stationen ligger i Vestad på den vestlige side af elven Glomma, en kilometer fra byens centrum. Stationen består af flere spor, to perroner og en stationsbygning med ventesal, café og toiletter. Desuden er der en større parkeringsplads og en busterminal.
Den første station i Elverum åbnede 23. juni 1862, da banen mellem Hamar og Grundset stod færdig. Den var forsynet med en stationsbygning, der blev opført efter tegninger af Georg Andreas Bull.
Den nuværende station blev etableret ca. 300 m længere mod nord i forbindelse med Solørbanens åbning i 1913. Den blev forsynet med den stadig eksisterende stationsbygning, der blev opført efter tegninger af Paul Armin Due. Stationsbygningen var på Hedmarks liste over nomineringer til århundredets bygningsværker 1905-2005. Stationen gennemgik en større ombygning i 2013, hvor der blev etableret en busterminal ved den.